# Halmaj
Halmaj este un sat în districtul Szikszó, județul Borsod-Abaúj-Zemplén, Ungaria, având o populație de 1.817 locuitori (2011). 

## Demografie
Componența etnică a satului Halmaj
     Maghiari (85,06%)
     Romi (14,68%)
     Germani (0,26%)
Componența confesională a satului Halmaj
     Romano-catolici (47,66%)
     Reformați (16,9%)
     Greco-catolici (4,46%)
     Fără religie (2,64%)
     Necunoscută (27,57%)
     Alte religii (1,16%)
Conform recensământului din 2011, satul Halmaj avea 1.817 locuitori. Din punct de vedere etnic, majoritatea locuitorilor (85,06%) erau maghiari, cu o minoritate de romi (14,68%). Nu există o religie majoritară, locuitorii fiind romano-catolici (47,66%), reformați (16,9%), greco-catolici (4,46%) și persoane fără religie (2,64%). Pentru 27,57% din locuitori nu este cunoscută apartenența confesională.